# Wit-Russisch curlingteam (mannen)
Het Wit-Russisch curlingteam vertegenwoordigt Wit-Rusland in internationale curlingwedstrijden.

## Geschiedenis
Wit-Rusland nam voor het eerst deel aan een groot toernooi tijdens het Europees kampioenschap van 2000 in het Duitse Oberstdorf. Tijdens dit eerste toernooi kon Wit-Rusland geen enkele wedstrijd winnen, evenals tijdens de drie volgende edities. Na 29 opeenvolgende nederlagen kon Wit-Rusland in 2004 voor het eerst zegevieren; Andorra werd met 10-8 verslagen. Sindsdien kan Wit-Rusland op geregelde tijdstippen een wedstrijd winnen, maar grootse prestaties zaten er nog niet in.
In september 2022 werd de Wit-Russische Curlingassociatie geschorst vanwege de Wit-Russische steun aan de Russische invasie van Oekraïne. Bijgevolg kan het Wit-Russische curlingteam tot nader order niet meer deelnemen aan internationale curlingcompetities.

## Wit-Rusland op het Europees kampioenschap
| Jaar | Plaats        | Skip               | WG            | W             | V             | PV            | PT            |
| ---- | ------------- | ------------------ | ------------- | ------------- | ------------- | ------------- | ------------- |
| 1991 | Geen deelname | Geen deelname      | Geen deelname | Geen deelname | Geen deelname | Geen deelname | Geen deelname |
| 1992 | Geen deelname | Geen deelname      | Geen deelname | Geen deelname | Geen deelname | Geen deelname | Geen deelname |
| 1993 | Geen deelname | Geen deelname      | Geen deelname | Geen deelname | Geen deelname | Geen deelname | Geen deelname |
| 1994 | Geen deelname | Geen deelname      | Geen deelname | Geen deelname | Geen deelname | Geen deelname | Geen deelname |
| 1995 | Geen deelname | Geen deelname      | Geen deelname | Geen deelname | Geen deelname | Geen deelname | Geen deelname |
| 1996 | Geen deelname | Geen deelname      | Geen deelname | Geen deelname | Geen deelname | Geen deelname | Geen deelname |
| 1997 | Geen deelname | Geen deelname      | Geen deelname | Geen deelname | Geen deelname | Geen deelname | Geen deelname |
| 1998 | Geen deelname | Geen deelname      | Geen deelname | Geen deelname | Geen deelname | Geen deelname | Geen deelname |
| 1999 | Geen deelname | Geen deelname      | Geen deelname | Geen deelname | Geen deelname | Geen deelname | Geen deelname |
| 2000 | 18            | Igor Platonov      | 7             | 0             | 7             | 18            | 82            |
| 2001 | 18            | Michail Sjaibak    | 7             | 0             | 7             | 20            | 96            |
| 2002 | 21            | Viktor Nikitsin    | 10            | 0             | 10            | 37            | 134           |
| 2003 | 21            | Igor Platonov      | 5             | 0             | 5             | 33            | 45            |
| 2004 | 21            | Michail Sjaibak    | 8             | 2             | 6             | 39            | 85            |
| 2005 | 27            | Oleksii Volosjenko | 9             | 1             | 8             | 42            | 103           |
| 2006 | 23            | Jauhen Poechkoe    | 9             | 3             | 9             | 39            | 113           |
| 2007 | 26            | Oleksii Volosjenko | 6             | 1             | 5             | 30            | 53            |

| Jaar | Plaats        | Skip             | WG            | W             | V             | PV            | PT            |
| ---- | ------------- | ---------------- | ------------- | ------------- | ------------- | ------------- | ------------- |
| 2008 | 28            | Jauhen Poechkoe  | 8             | 0             | 8             | 24            | 106           |
| 2009 | 30            | Igor Platonov    | 9             | 0             | 9             | 30            | 98            |
| 2010 | 22            | Dmitri Kirillov  | 6             | 1             | 5             | 34            | 62            |
| 2011 | 25            | Igor Platonov    | 8             | 1             | 7             | 41            | 62            |
| 2012 | 28            | Dmitri Kirillov  | 7             | 4             | 3             | 55            | 28            |
| 2013 | 29            | Dmitri Kirillov  | 7             | 3             | 4             | 40            | 50            |
| 2014 | 28            | Dmitri Kirillov  | 9             | 5             | 4             | 69            | 62            |
| 2015 | 31            | Pavel Petrov     | 10            | 5             | 5             | 58            | 51            |
| 2016 | 30            | Ilia Sjalamitski | 10            | 6             | 4             | 80            | 69            |
| 2017 | 28            | Dmitri Barkan    | 9             | 5             | 4             | 62            | 41            |
| 2018 | 15            | Ilia Sjalamitski | 17            | 11            | 6             | 123           | 105           |
| 2019 | 16            | Ilia Sjalamitski | 9             | 4             | 5             | 55            | 62            |
| 2021 | 23            | Dmitri Barkan    | 8             | 2             | 6             | 43            | 64            |
| 2022 | Geen deelname | Geen deelname    | Geen deelname | Geen deelname | Geen deelname | Geen deelname | Geen deelname |
| 2023 | Geen deelname | Geen deelname    | Geen deelname | Geen deelname | Geen deelname | Geen deelname | Geen deelname |
| 2024 | Geen deelname | Geen deelname    | Geen deelname | Geen deelname | Geen deelname | Geen deelname | Geen deelname |
| 2025 | Geen deelname | Geen deelname    | Geen deelname | Geen deelname | Geen deelname | Geen deelname | Geen deelname |

Andorra · Australië · België · Bosnië en Herzegovina · Brazilië · Bulgarije · Canada · China · Chinees Taipei · Denemarken · Duitsland · Engeland · Estland · Filipijnen · Finland · Frankrijk · Georgië · Griekenland · Groot-Brittannië · Guyana · Hongarije · Hongkong · Ierland · IJsland · India · Israël · Italië · Jamaica · Japan · Kazachstan · Kenia · Kirgizië · Kroatië · Letland · Liechtenstein · Litouwen · Luxemburg · Mexico · Nederland · Nieuw-Zeeland · Nigeria · Noorwegen · Oekraïne · Oostenrijk · Polen · Portugal · Puerto Rico · Qatar · Roemenië · Rusland · Saoedi-Arabië · Schotland · Servië · Slovenië · Slowakije · Spanje · Thailand · Tsjechië · Tsjecho-Slowakije · Turkije · Verenigde Staten · Wales · Wit-Rusland · Zuid-Korea · Zweden · Zwitserland